# Sheshdeh
Sheshdeh (persiska: ششده) är en ort i Iran.   Den ligger i provinsen Fars, i den centrala delen av landet, 800 km söder om huvudstaden Teheran. Sheshdeh ligger 1 383 meter över havet och antalet invånare är 5 572.
Terrängen runt Sheshdeh är varierad.Runt Sheshdeh är det ganska tätbefolkat, med 65 invånare per kvadratkilometer. Sheshdeh är det största samhället i trakten. Omgivningarna runt Sheshdeh är i huvudsak ett öppet busklandskap.